# Paul Falk (Romanist)
Paul Josef Axel Falk (* 19. Juni 1894 in Stockholm; † 1. Juni 1974 in Uppsala) war ein schwedischer Romanist.

## Leben
Falk, der eine französische Mutter hatte, studierte bei Erik Staaff, Ernst G. Wahlgren, Hilding Kjellman und Alfred Jeanroy. Von 1926 bis 1932 war er Lektor für Schwedisch in Paris. Er promovierte 1934 in Uppsala mit der Arbeit « Jusque » et autres termes en ancien français et en ancien provençal marquant le point d'arrivée (Uppsala 1934) und war von 1943 bis 1959 (als Nachfolger von Johan Melander) Professor für Romanische Sprachen an der Universität Uppsala (Nachfolger war sein Schüler Bengt Hasselrot).

## Werke
- De “trop par est bons” à “il est par trop bon”. Petit essai historique sur la syntaxe de “par” en sa qualité de particule augmentative. Almqvist & Wiksells, Uppsala 1924.
- Étude syntactique sur ancien français neporquant (neportant, neporuec, neporce) et nequedent. Uppsala / Wiesbaden 1952.
- 50 franska examensstilar för universitetsbruk. Med nyckel och noter. Stockholm 1965.